# FFH-Gebiet Kremper Au

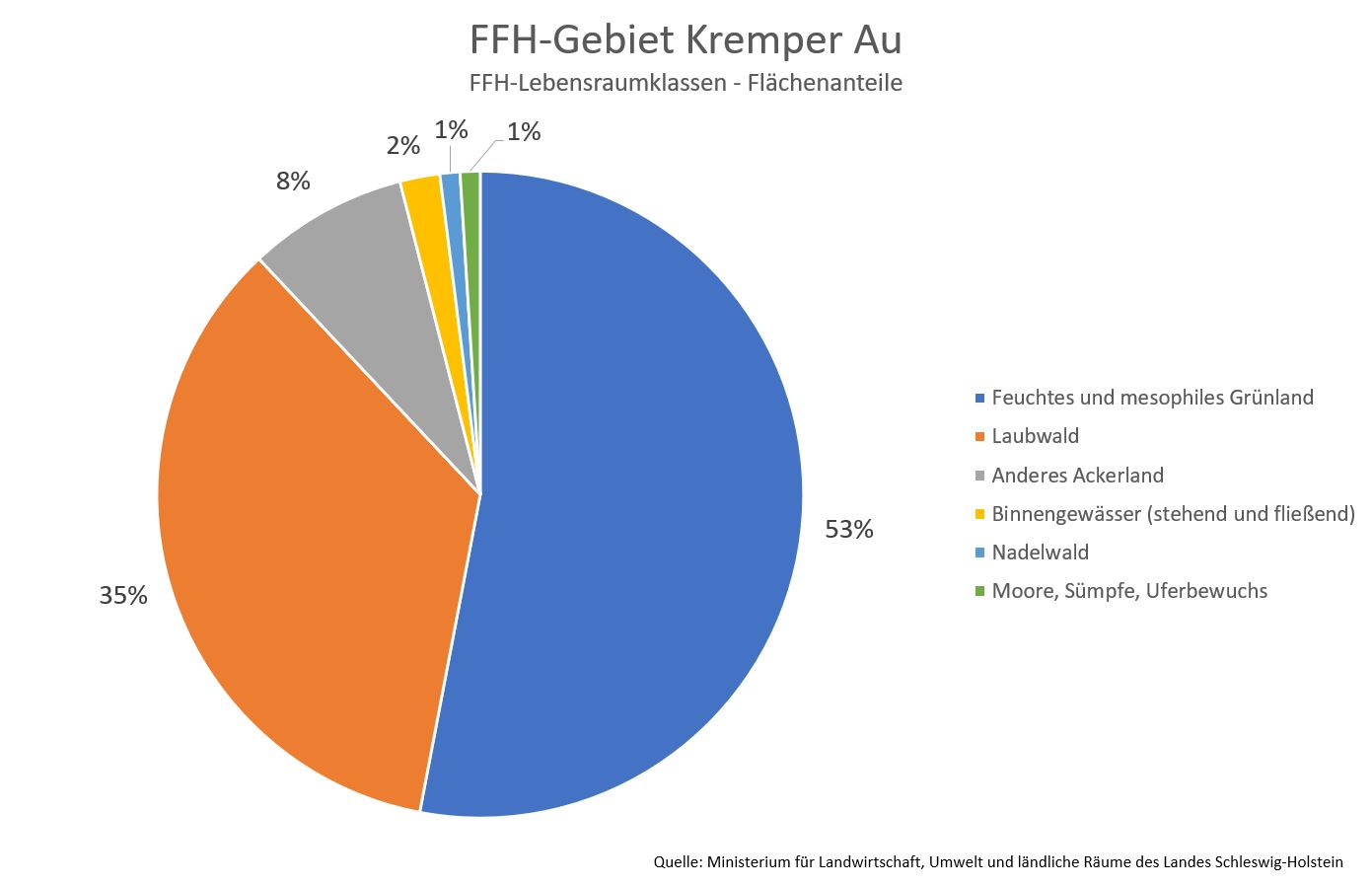
Diagramm 1ː FFH-Lebensraumklassen im FFH-Gebiet Kremper Au

Das FFH-Gebiet Kremper Au ist ein NATURA 2000-Schutzgebiet in Schleswig-Holstein im Kreis Ostholstein in den Gemeinden Neustadt in Holstein, Altenkrempe, Schashagen, Schönwalde am Bungsberg, Lensahn und Harmsdorf. Der nördliche Teil des FFH-Gebietes bis zur Gemeindegrenze von Altenkrempe liegt im Naturraum „Bungsberggebiet“ (Landschafts-ID 70204) und der südliche Teil liegt im Naturraum „Südost-Oldenburg“ (Landschafts-ID 70206), beide in der Haupteinheit „Ostholsteinisches Hügelland“. Diese ist wiederum Teil der Naturräumlichen Großregion 2. Ordnung Schleswig-Holsteinisches Hügelland.
Das FFH-Gebiet Kremper Au hat eine Größe von 191 Hektar. Die größte Ausdehnung des FFH-Gebietes beträgt 10,5 Kilometer in Nordsüdrichtung. Das FFH-Gebiet wird bestimmt durch den Lauf des Fließgewässers Kremper Au (nicht zu verwechseln mit der Kremper Au im Kreis Steinburg), das über das Neustädter Binnenwasser in die Ostsee mündet. Die höchste Erhebung mit knapp 119 Meter über Normalhöhennull (NHN) befindet sich an der Nordspitze des FFH-Gebietes im Lohrsdorfer Holz im Quellgebiet des Fließgewässers 1.49 des Wasser- und Bodenverbandes Neustädter Binnenwasser in der Gemeinde Harmsdorf. Der niedrigste Punkt liegt auf Meereshöhe vor dem Schöpfwerk in Altenkrempe am Südende des FFH-Gebietes, siehe Karte 1.
Das FFH-Gebiet besteht gut zur Hälfte aus der FFH-Lebensraumklasse Feuchtes und mesophiles Grünland und zu gut einem Drittel aus Laubwald. Der Rest verteilt sich auf Binnengewässer, Moore, Sümpfe, Ackerland und Nadelwald, siehe Diagramm 1. Bei den Binnengewässern handelt es sich zum überwiegenden Teil um das Fließgewässer Kremper Au mit seinen Zuflüssen.

## FFH-Gebietsgeschichte und Naturschutzumgebung
Der NATURA 2000-Standard-Datenbogen (SDB) für dieses FFH-Gebiet wurde im Februar 2004 vom Landesamt für Landwirtschaft, Umwelt und ländliche Räume (LLUR) des Landes Schleswig-Holstein erstellt, im September 2004 als Gebiet von gemeinschaftlicher Bedeutung (GGB) vorgeschlagen, im November 2007 von der EU als GGB bestätigt und im Januar 2010 national nach § 32 Absatz 2 bis 4 BNatSchG in Verbindung mit § 23 LNatSchG als besonderes Erhaltungsgebiet (BEG) bestätigt. Der SDB wurde zuletzt im Mai 2019 aktualisiert.
Unweit der Südspitze des FFH-Gebietes bei Altenkrempe liegt das FFH-Gebiet NSG Neustädter Binnenwasser. Dieses ist flächenmäßig identisch mit dem am 31. Dezember 1982 gegründeten Naturschutzgebiet Neustädter Binnenwasser. Im Norden grenzt das FFH-Gebiet Kremper Au an das FFH-Gebiet Steinbek. Im FFH-Gebiet liegen Teile des landesweiten Biotopverbundsystems, wie der Schwerpunktbereich 604 im Quellgebiet der Kremper Au, die Verbundachsen 2303 „Einzugsbereich der Kremper Au“ und 643 „Kremper Au“. Teile des Oberlaufes der Kremper Au liegen im Naturpark Holsteinische Schweiz.

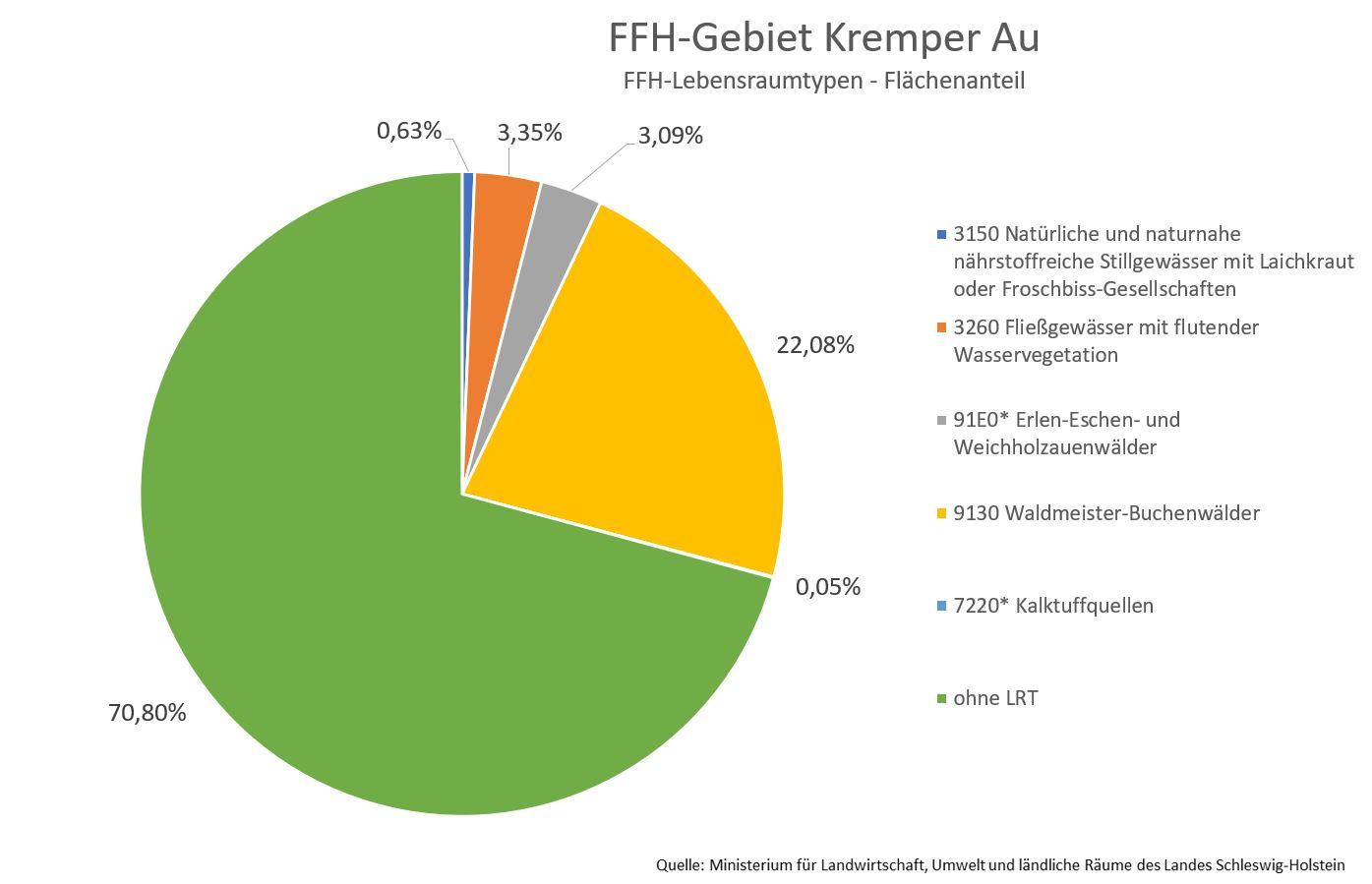
Diagramm 2ː FFH-Lebensraumtypen im FFH-Gebiet Kremper Au

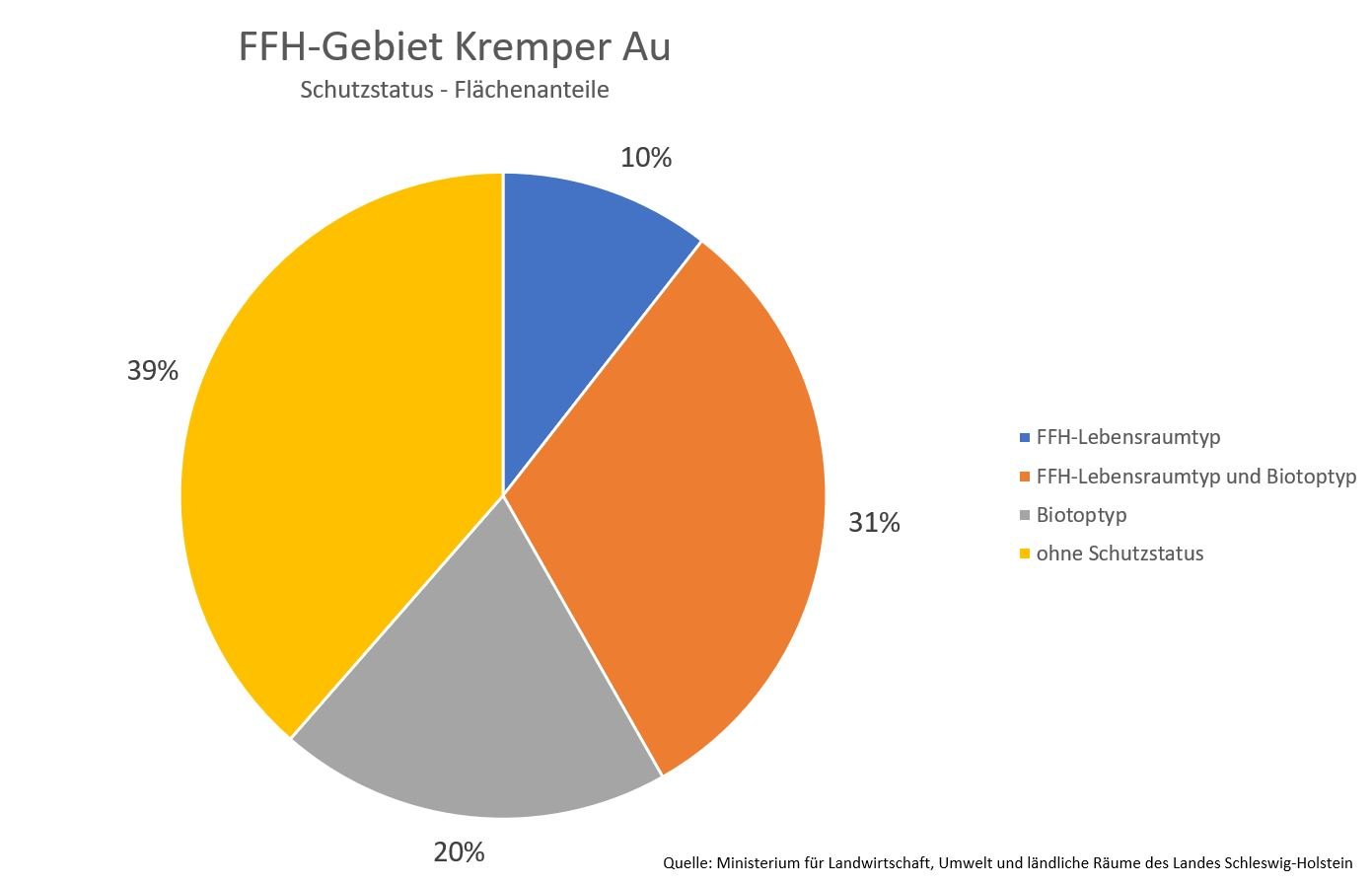
Diagramm 3ː Schutzstati im FFH-Gebiet Kremper Au

Mit der Gebietsbetreuung des FFH-Gebietes Kremper Au wurde nach § 20 LNatSchG durch das LLUR noch keine Institution betraut.

## FFH-Erhaltungsgegenstand
Laut Standard-Datenbogen vom Mai 2017 sind folgende FFH-Lebensraumtypen (LRT) und Arten als FFH-Erhaltungsgegenstände mit den entsprechenden Beurteilungen zum Erhaltungszustand der Umweltbehörde der Europäischen Union gemeldet worden (Gebräuchliche Kurzbezeichnung (BfN)):
FFH-Lebensraumtypen nach Anhang I der EU-Richtlinie:
- 3150 Natürliche und naturnahe nährstoffreiche Stillgewässer mit Laichkraut oder Froschbiss-Gesellschaften (Gesamtbeurteilung C)[11]
- 3260 Fließgewässer mit flutender Wasservegetation (Gesamtbeurteilung C)[12]
- 7220* Kalktuffquellen (Gesamtbeurteilung C)[13]
- 9130 Waldmeister-Buchenwälder (Gesamtbeurteilung C)[14]
- 91E0* Erlen-Eschen- und Weichholzauenwälder (Gesamtbeurteilung C)[15]

Arten gemäß Artikel 4 der Richtlinie 2009/147/EG und Anhang II der Richtlinie 92/43/EWG und diesbezügliche Beurteilung des Gebiets:
- 1096 Bachneunauge (Lampetra planeri) (Gesamtbeurteilung C)[17]

Knapp sechs Zehntel der FFH-Gebietsfläche ist FFH-Lebensraumtypen zugeordnet. siehe Diagramm 2. Der FFH-Lebensraumtyp 3150 Natürliche und naturnahe nährstoffreiche Stillgewässer mit Laichkraut oder Froschbiss-Gesellschaften kommt im FFH-Gebiet Kremper Au nur im Staubereich der Hasselburger Mühle vor. Die Zuordnung zum FFH-LRT 3260 Fließgewässer mit flutender Wasservegetation ist nur im Quellbereich der Kremper Au und im ersten rechten Zufluss von der Quelle (Gewässername 1.34 des WVB Neustädter Binnenwasser), sowie am Unterlauf der Kremper Au von der Hasseldorfer Mühle bis zum Ende des FFH-Gebietes vorhanden. Der FFH-LRT 7220* Kalktuffquellen befindet sich nur an einer Stelle im Löhrsdorfer Holz (Lage). Die beiden Waldlebensraumtypen 9130 Waldmeister-Buchenwälder und 91E0* Erlen-Eschen- und Weichholzauenwälder befinden sich ausschließlich am Oberlauf der Kremper Au im Waldgebiet Löhrsdorfer Holz.
Gut vier Zehntel der Gesamtfläche ist mit FFH-Lebensraumtypen bedeckt, ein weiteres Fünftel mit gesetzlich geschützten Biotoptypen. Knapp vier Zehntel der FFH-Gebietsfläche hat keinen dieser beiden Schutzstati, siehe Diagramm 3.

## FFH-Erhaltungsziele
Aus den oben aufgeführten FFH-Erhaltungsgegenständen werden als FFH-Erhaltungsziele von besonderer Bedeutung die Erhaltung folgender Lebensraumtypen und Arten im FFH-Gebiet vom Ministerium für Energiewende, Landwirtschaft, Umwelt und ländliche Räume des Landes Schleswig-Holstein erklärt:
- 3150 Natürliche und naturnahe nährstoffreiche Stillgewässer mit Laichkraut oder Froschbiss-Gesellschaften
- 3260 Fließgewässer mit flutender Wasservegetation
- 7220* Kalktuffquellen
- 91E0* Erlen-Eschen- und Weichholzauenwälder
- 1096 Bachneunauge

Aus den oben aufgeführten FFH-Erhaltungsgegenständen werden als FFH-Erhaltungsziele von Bedeutung die Erhaltung folgender Lebensraumtypen und Arten im FFH-Gebiet vom Ministerium für Energiewende, Landwirtschaft, Umwelt und ländliche Räume des Landes Schleswig-Holstein erklärt:
- 9130 Waldmeister-Buchenwälder

## FFH-Analyse und Bewertung
Das Kapitel FFH-Analyse und Bewertung im Managementplan beschäftigt sich unter anderem mit den aktuellen Gegebenheiten des FFH-Gebietes und den Hindernissen bei der Erhaltung und Weiterentwicklung der FFH-Lebensraumtypen und Arten. Die Ergebnisse fließen in den FFH-Maßnahmenkatalog ein.
Alle FFH-Lebensraumflächen haben keine gute Gesamtbewertung zugesprochen bekommen. Der Mühlenteich der Hasselburger Mühle ist einer fortschreitenden Verlandung ausgesetzt. Die hohen Nährstoffgehalte aus der Landwirtschaft fördern das Pflanzenwachstum und damit die Verlandung durch Sedimentation. Das Fließgewässer Kremper Au gehört laut europäischer Wasserrahmenrichtlinie (WRRL) zu den berichtspflichtigen Fließgewässern. Die Kremper Au besteht aus vier Wasserkörpern, deren ökologischer und chemischer Zustand einer ständigen Überwachung unterliegen. Die Einstufung ist in Tabelle 1 dargestellt (Stand Juni 2024) 
| Lfd. Nr. | Wasserkörperbezeichnung            | Kennung            | Einstufung nach § 28 WHG | Ökologischer Zustand (gesamt) | Chemischer Zustand (gesamt) |
| -------- | ---------------------------------- | ------------------ | ------------------------ | ----------------------------- | --------------------------- |
| 1        | Kremper Au OL (Fließgewässer)      | DERW_DESH_LUE_01_A | natürlich                | mäßig                         | nicht gut                   |
| 2        | Kremper Au Wald (Fließgewässer)    | DERW_DESH_LUE_01_B | natürlich                | mäßig                         | nicht gut                   |
| 3        | Kremper Au UL (Fließgewässer)      | DERW_DESH_LUE_01_C | natürlich                | mäßig                         | nicht gut                   |
| 4        | Kremper Au Mündung (Fließgewässer) | DERW_DESH_LUE_01_D | erheblich verändert      | mäßig                         | nicht gut                   |

Der Grund für die schlechte Bewertung des chemischen Zustands liegt bei allen Wasserkörpern in der Überschreitung der Grenzwerte für Bromierte Diphenylether (BDE), Quecksilber und Quecksilberverbindungen. Der Wasserkörper Kremper Au Wald hat darüber hinaus noch eine Überschreitung der Grenzwerte bei dem zu den Insektengiften gehörenden Neonicotinoid Imidacloprid. Die in der Nordhälfte des FFH-Gebietes Kremper Au liegenden Waldgebiete werden zum großen Teil nach dem Vertragsmuster „Vertragsnaturschutz im Privatwald in Natura 2000-Gebieten“ bewirtschaftet.

## FFH-Maßnahmenkatalog
Der FFH-Maßnahmenkatalog im Managementplan führt neben den bereits durchgeführten Maßnahmen geplante Maßnahmen zur Erhaltung und Entwicklung der FFH-Lebensraumtypen im FFH-Gebiet an. Die bereits durchgeführten Maßnahmen sind in einer gesonderten Karte aufgeführt. Danach wurde südlich des Schashagener Ortsteils Marxdorf und flussabwärts an drei weiteren Stellen eine Unterquerung vergrößert, um eine bessere Durchgängigkeit für Fische zu erreichen. Südlich der Hasseldorfer Mühle wurde zum gleichen Zweck eine 220 Meter lange Sohlgleite eingebaut. Weiter flussabwärts wurde nahe der Autobahn bei der Mündung des Krummbek am rechten Ufer der Kremper Au ein Knick angelegt und der Flusslauf renaturiert, sowie am Ende ein Sandfang eingebaut. Am Flussabschnitt östlich des Friedhofs von Altenkrempe wurde ebenfalls ein neuer Knick angelegt.
Die notwendigen Erhaltungs- und Wiederherstellungsmaßnahmen sowie die weitergehenden Entwicklungsmaßnahmen sind in jeweils einer Karte festgehalten. Zur Projektverfolgung sind diese auch tabellarisch in zwei Maßnahmenblättern als Anlage 3 im Managementplan festgehalten. 
Fast an allen Ufern der Kremper Au und seiner Zuflüsse fehlen die vorgeschriebenen Gewässerrandstreifen. Mit der Reform des Landeswassergesetzes (LWG) hält sich Schleswig-Holstein an die Vorgaben des Bundes im Wasserhaushaltsgesetz ̩§ 38. Danach beträgt die Mindestbreite eines Gewässerrandstreifens 5 Meter.

## FFH-Erfolgskontrolle und Monitoring der Maßnahmen
Eine FFH-Erfolgskontrolle und Monitoring der Maßnahmen findet in Schleswig-Holstein alle 6 Jahre statt. Die Ergebnisse des letzten Monitorings wurden am 27. Januar 2011 veröffentlicht.